# Artabazos (Charakene)
Artabazos  (* um 135/134 v. Chr.; † um 48 v. Chr.; auch Artabazos I.) war ein König der Charakene.
Artabazos regierte um 48 v. Chr. Zeitgenössisch ist er bisher nur von einer einzigen Tetradrachme bekannt, die auch datiert ist und das Jahr 264 (= 49/48 v. Chr.) der seleukidischen Ära nennt. Er wird auch bei Lukian genannt. Dort erscheint er, wahrscheinlich fälschlicherweise, als siebenter Herrscher der Charakene. Er soll mit parthischer Hilfe an die Macht gekommen sein und war bei seiner Machtübernahme 86 Jahre alt. Es kann davon ausgegangen werden, dass er nicht lange regierte, zumal die ersten Münzprägungen seines Nachfolgers Attambelos I. schon 47/46 v. Chr. einsetzen.